# Dissertatio historico-philosophica de masticatione mortuorum
Dissertatio historico-philosophica de masticatione mortuorum es un texto publicado el año 1679 en latín por el teólogo Philip Rohr (¿-1686) y que transcribe una disertación pronunciada en la Universidad de Leipzig el 16 de agosto del mismo año. La obra trata el tema de la vida después de la muerte y se considera que pertenece al género de los tratados de vampiros. El objetivo de Philip Rohr es analizar críticamente las historias y rumores que describen como algunas personas fallecidas una vez enterradas emiten ruidos, se comen su propia carne y ropa o salen de las tumbas para ejercer algún tipo de mal sobre los vivos, ya sea devorar carne o beber sangre o transmitir epidemias. El texto se divide en dos capítulos, uno histórico y otro filosófico. Entre las obras citadas por Philip Rohr en el texto destacan: Disquisitionum magicarum libri sex (1599) de Martin Antonio del Río (1551-1608), De Miraculis Mortuorum (1610) de Heinrich Kornmann (c. 1580-c.1640), De Graecorum hodie quorundam opinatinabus (1645) de León Alacio (1586-1669), y De Miraculis Mortuorum (1670) de Frederic Garmannk.
La obra de Philip Rohr fue básica para la escritura de otras obras posteriores, como De masticatione mortuorum in tumulis, escrita por el filósofo Michael Ranft en 1725.

## Artículos conectados
- Vampirismo
- Vampiro